# Automobilový motor

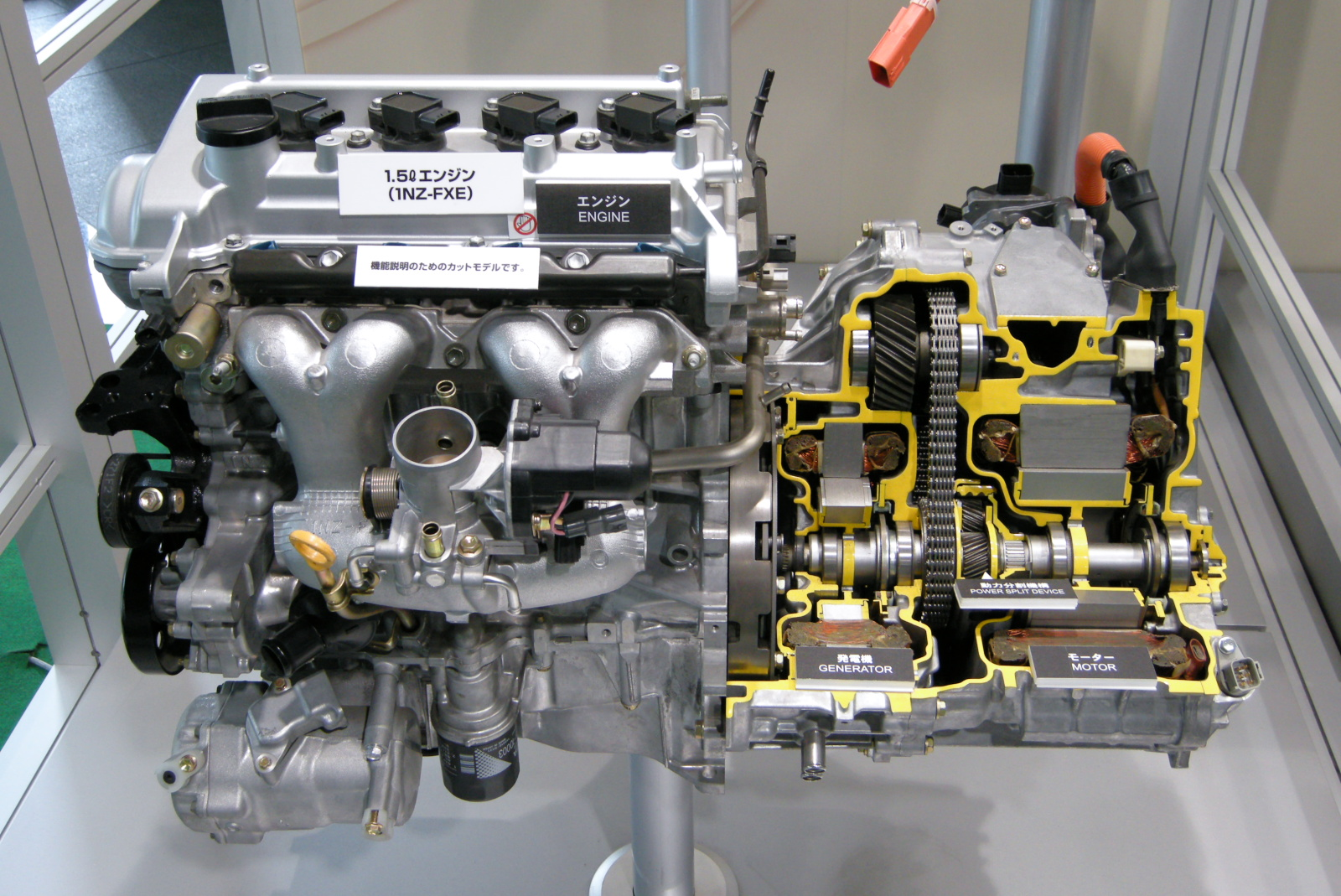
Hybridní motor

Automobilový motor je motor, který je svou konstrukcí uzpůsobený pro pohon automobilu.

## Historicky používané druhy motorů
V historii byly použity téměř všechny druhy motorů. Byly to zejména:
- čtyřdobý spalovací motor – zážehový nebo vznětový
- dvoudobý spalovací motor zážehový
- Wankelův motor zážehový
- elektromotor
- plynová turbína
- parní stroj

## Spalovací automobilový motor

### Paliva
V minulosti se pro pohon nákladních automobilů používaly ve větší míře i parní stroje na uhlí (např. ŠKODA Sentinel v letech 1924–1935). Během 2. světové války se z důvodů nedostatku ropy používaly vyvíječe dřevoplynu pro zážehový motor. V nedávné minulosti a ještě i dnes se používají dvoudobé zážehové motory na směs benzínu s olejem v poměru zhruba 30:1.
V současnosti se automobily opatřují převážně čtyřdobým spalovacím motorem zážehovým nebo vznětovým. Jako palivo se používá motorová nafta, benzín, LPG, CNG, v malé míře biopaliva a metanol.

### Emise
Protože emise automobilových spalovacích motorů mají nepříznivý vliv na životní prostředí, v posledních několika desetiletích je věnována velká péče čistotě výfukových plynů (emisní normy). Snížení procentního obsahu jedovatých složek výfukových plynů je dosahováno pomocí elektronického řízení motoru a použitím katalyzátoru jako součásti výfukového potrubí. Katalyzátor pro vznětový motor je mírně odlišný od toho pro zážehový motor a není schopen snižovat emise oxidů dusíku. Ty jsou u naftových motorů značné a k jejich potlačení slouží další systémy.
U vznětových motorů se běžně používá recirkulace výfukových plynů EGR. Zavedením části výfukových plynů zpět do sání motoru dochází k snížení emisí. Nevýhodou tohoto řešení je zvýšené opotřebování motoru a znečisťování motorového oleje ale i určité zvýšení spotřeby paliva.
SCR – jiný systém omezení emisí NOx používaný u nákladních automobilů využívá selektivní katalytické redukce oxidů dusíku za pomocí stlačeným vzduchem rozprašovaného prostředku AdBlue (32,5% roztok močoviny ve vodě) do výfukového potrubí. Výrobce motorů Mercedes-Benz takový systém nazývá BlueTec. Objemová spotřeba redukčního prostředku je zhruba 5–7 % spotřeby nafty.
Výfukové plyny naftových motorů obsahují vysoké množství tuhých částic – sazí. Tyto částice po vdechnutí do plic působí rakovinotvorně. K jejich zachytávání se začínají používat tzv. "filtry pevných částic" DPF. Ve výfukovém potrubí jsou umístěny těsně za oxidačním katalyzátorem. Bohužel provedení filtrů ještě není ustálené, standardizované a levné a přináší problémy provozovatelům aut takto vybavených.
Odpařování benzínu z volné hladiny v nádrži a z karburátoru bývalo zdrojem emisí uhlovodíků. Tomu nyní brání odvětrání palivového systému přes uhlíkový filtr. O odčerpání zachycených benzínových par z uhlíkového filtru pečuje ECU – řídící jednotka motoru.
Snížení celkového objemu výfukových plynů se dosahuje použitím přiměřeně výkonných motorů se zvýšenou účinností.

### Plnění motoru
Zážehové motory dříve používaly pro tvorbu palivové směsi karburátor. Poslední modely karburátoru byly dost dokonalé, ale snažit se o další zlepšování parametrů pneu-elektro-mechanického zařízení již nebylo vhodné. Od 90. let jej nahradilo elektronicky řízené nízkotlaké vstřikování benzínu do sacího potrubí v prostoru před sacím ventilem a to společnou tryskou (SPI = Single-point injection) nebo tryskami zvlášť pro každý válec (MPI = Multi-point injection). Do vstřikovacích ventilů ovládaných z ECU je benzín pod tlakem dopravován elektrickým čerpadlem umístěným přímo v nádrži. Množství vstřikovaného paliva je vypočteno na základě údajů mnoha čidel tak, aby byl benzín se vzduchem ve stechiometrickém poměru. Čidlo zvané lambda sonda hlídá množství zbytkového kyslíku ve výfukových plynech před katalyzátorem a řídící jednotka podle jejího signálu upraví vstřikování tak, aby do katalyzátoru nepřicházel plyn s vysokým podílem uhlovodíků, oxidu uhelnatého nebo oxidů dusíku. Řízení motoru lambdasondou zajišťuje dokonalé seřízení směsi a kromě velmi nízkých emisí je i chod motoru kultivovaný. Je-li však lambdasonda nebo jiná součást elektronického řízení vadná, motor může mít i enormní emise, nebo přestane fungovat.
GDI – přímé vysokotlaké vstřikování benzínu do spalovacího prostoru v okamžiku končící komprese má ještě lepší parametry ale je mnohem náročnější na materiál ventilů a elektronické řízení. Různí výrobci nazývají své neběžné konstrukce různě. Například Volkswagen používá název TSI pro své zážehové motory s přímým vstřikem benzínu a s dvojím přeplňováním (turbo + mechanický kompresor v nízkých otáčkách). Toto je však příklad motoru s velmi vysokým měrným výkonem, u běžných zážehových motorů se přeplňování nepoužívá.
Vznětové motory TDI na rozdíl od SDI používají turbodmychadlo pro zvýšení objemu plnicího vzduchu (maximální tlak přibližně 2 bar). V dnešní době je většina vznětových motorů i v osobních automobilech přeplňovaných. Motory se vstřikováním Common rail nepoužívají pro každý válec zvláštní plunžr. Místo toho se používá čerpadlo dodávající naftu do zásobníku tlaku společného pro všechny válce. Tím zásobníkem tlaku je pružná kovová trubka (tlak přibližně 1800 bar). Z ní vedou trubičky do jednotlivých piezoelektrických injektorů. Bylo tím dosaženo lepšího řízení a kvality rozprášení při jednodušší konstrukci. Citlivost na kvalitu paliva je ale ještě větší.

### Konstrukce
V konstrukci samotného motoru dochází k pozvolnému vývoji. Jako materiál bloku motoru a hlavy se dnes místo litiny používá hliník. Je-li použita neodpovídající chladicí kapalina, hrozí poškození předně hlavy válců. Ventilový rozvod SV se již dlouho nepoužívá. Běžně se stále používá rozvod OHV ale nové konstrukce upřednostňují rozvod OHC. U víceventilových konstrukcí se z prostorových důvodů nevystačí s jedním vačkovým hřídelem a použije se rozvod DOHC se dvěma vačkovými hřídeli v hlavě. V nedávné době[kdy?] bylo v módě používat pro pohon OHC ozubené řemeny místo řetězů. Řemeny ale ukončují svou životnost náhlým přetržením při kterém dochází k vážnému poškození motoru. Proto se v poslední době opět více uplatňuje rozvodový řetěz.
U starých motorů nebyly dříky ventilů utěsněné a motorový olej tak mohl ve větší míře pronikat přímo do výfukového potrubí. Takový motor měl znatelnou spotřebu oleje. Dnešní motory mají díky těmto těsněním téměř nulovou spotřebu motorového oleje. Oproti tomu přeplňované motory mají mírně zvýšenou spotřebu oleje, zaviněnou únikem oleje z ložisek turbodmychadla do sání a do výfuku, kterému nelze zcela zamezit. Dost se rozšířily konstrukce s větším počtem ventilů na jeden válec. Přitom se používají zdvojené sací ventily, někdy i výfukové. Například označení 16V má čtyřválcový motor se čtyřmi ventily ve válci. Běžně se používají hydraulická ventilová zdvihátka s automatickým vymezením ventilové vůle. Jsou poněkud náchylná na nečistoty v motorovém oleji. Ojediněle se objevují konstrukce řiditelného časování ventilů. Vývoji podlehla také těsnění pod hlavou válců. Od papírových těsnění se začalo přecházet na náročná celokovová těsnění, ale vývoj dále směřuje ke kombinovaným.
Kompresní poměr moderních zážehových motorů je asi 10:1, což znamená, že vzduch je stlačován na tlak téměř 10 bar. Takto vysoká hodnota ale vyžaduje palivo s oktanovým číslem minimálně 95 (běžný benzín Natural 95) a hlídání klepání motoru čidlem řídící jednotky. Je-li u zážehového motoru použito přeplňování, kompresní poměr může být nižší protože vzduch do motoru přichází již předstlačen.
Vznětové motory mají kompresní poměr asi 19:1.
Konstrukce umožňující řídit kompresní poměr má několik výrobců motorů ve vývoji a uvedení na trh se očekává v nejbližší době.[kdy?]
Parametr vrtání × zdvih určuje tvar pracovního prostoru válce. Číselně jsou to podobné hodnoty a zhruba lze rozlišovat motory na nadčtvercové (zdvih je delší než vrtání), čtvercové (vrtání = zdvih) a podčtvercové (vrtání > zdvih). Nadčtvercový motor má vyšší účinnost (nižší spotřeba), ale nízké maximální otáčky. Naproti tomu podčtvercový motor je vysokootáčkový a díky tomu disponuje vyšším maximálním měrným výkonem. Dříve se používaly motory silně nadčtvercové. Dnešní běžné zážehové motory jsou slabě nadčtvercové, lehce výkonnější varianty jsou čtvercové a výkonné varianty jsou mírně podčtvercové. Vznětové motory jsou výrazně nadčtvercové.
V počátcích automobilizmu se motor roztáčel klikou. Dnes se spalovací motor uvádí do chodu startérem, zabírajícím během startování ozubením svého pastorku do ozubeného věnce setrvačníku motoru. Stejně jako dříve lze též motor nastartovat roztlačením vozidla, u nových aut se to ale nedoporučuje.

## Elektrický automobilový motor
Elektrický motor je pro použití v automobilech velmi výhodný.
V dnešní době jsou již komerčně nabízeny přestavby běžných automobilů za zhruba dvojnásobek ceny nového vozu.
Používá se synchronní elektromotor s permanentními magnety (PSM permanent-field synchronous machine), nebo asynchronní elektromotor. Ten je napájen frekvenčním měničem ovládaným akceleračním a brzdovým pedálem (nebo jsou tyto spojeny v jeden). Frekvenční měnič zajišťuje i plynulou rekuperaci. Rekuperace je automaticky deaktivována při sešlápnutí spojky a aktivaci systému ABS.
Motor o trvalém výkonu 35 kW při 3500 rpm může špičkově poskytnout až 100 kW při akceleraci. Elektromotor a hlavně výkonová elektronika vyžaduje určitý systém chlazení. Napájecí napětí motoru je zhruba 350 V a podobně vysoké je i napětí zdroje (akumulátoru). Palubní napětí 12 V vytváří DC-DC měnič. Výše zmíněná technika dnes již není zvlášť převratná a představuje jen samé výhody. Veškerý problém elektrického pohonu představuje zdroj energie.
Pro širší uplatnění elektrického motoru pro pohon automobilu dosud nebyl vyvinut akumulátor, který by se lácí, životností, hmotností, kapacitou a rychlostí nabití vyrovnal palivové nádrži. Palivová nádrž sama o sobě je také relativně dost bezpečná, téměř 100% účinná a nemá velké emise. Vyvinout akumulátor schopný konkurovat palivové nádrži je vedle ovládnutí termonukleární reakce jako zdroje elektrické energie jedním z nejdůležitějších úkolů části lidstva řadícího se k euroatlantické civilizaci, vzhledem k důležitosti dopravy, ubývání fosilních zdrojů a znečisťování prostředí. 
Elektrický akumulátor:
- umožňuje rekuperaci kinetické energie automobilu. Protože však rekuperovat je třeba pouze malé množství energie (jen takové, které by bylo brzděním disipováno), není pro tuto funkci nutná velká kapacita ale jen vysoký výkon. Tuto funkci může plnit i mechanický setrvačník, nebo jiný kapacitor. Prakticky se používají vysokokapacitní elektrické kondenzátory v systémech KERS u vozů F1,
- není závislý na atmosférickém kyslíku.

Energii pro elektromotor lze též vyrábět z plynného nebo kapalného paliva v palivovém článku. Ani ten ale není ideálním zdrojem. Kromě vysoké pořizovací ceny a určité životnosti má i emise škodlivin, určitou účinnost a neumožňuje rekuperaci. Palivové články jsou teprve ve stádiu vývoje.
Malá kapacita elektrického akumulátoru způsobuje krátký dojezd elektromobilu. Proto se velká část elektromobilů vybavuje hybridním pohonem tvořeným kombinací spalovacího motoru a elektromotoru. Hnací soustava je alternativně poháněna jedním, druhým, nebo oběma motory a přepínání zajišťují mechanické spojky. Jiné, málo rozšířené řešení hybridního pohonu automobilu, spočívá v kombinaci elektromotoru s elektrickým generátorem poháněným spalovacím motorem. Toto řešení se používá u obřích důlních sklápěček. Elektromotory jsou umístěny přímo v kolech a místo obřích hnacích hřídelů stačí rozvody elektrických kabelů. Umístění motorů přímo do kol ale není moc vhodné řešení z hlediska neodpružené hmoty, což u osobních automobilů vadí.